# Sainte-Luce (Isère)
Sainte-Luce – miejscowość i gmina we Francji, w regionie Owernia-Rodan-Alpy, w departamencie Isère.
Według danych na rok 1990 gminę zamieszkiwały 33 osoby, a gęstość zaludnienia wynosiła 4 osób/km² (wśród 2880 gmin regionu Rodan-Alpy Sainte-Luce plasuje się na 1583. miejscu pod względem liczby ludności, natomiast pod względem powierzchni na miejscu 1258.).